# Kraina lodu. Przygoda Olafa
Kraina lodu. Przygoda Olafa (ang. Olaf’s Frozen Adventure) – amerykański film animowany z 2017 w reżyserii Kevina Detersa i Steviego Wermersa, wyprodukowany przez wytwórnię Walt Disney Studios Motion Pictures. Film wykonany techniką trójwymiarową.
Premiera średniometrażowego filmu odbyła się 22 listopada 2017 przed najnowszym filmem Coco wytwórni Pixar. Trzy tygodnie później, 14 grudnia, film pojawił się na amerykańskim kanale ABC. W Polsce premiera filmu odbyła się 24 listopada 2017, a 16 grudnia pojawił się w Polsacie przed filmem Kraina lodu.

## Fabuła
Zbliżają się święta Bożego Narodzenia. Po raz pierwszy od ponownego otwarcia bramy dwie siostry – Anna i Elsa postanowiły urządzić uroczystości świąteczne dla mieszkańców królestwa Arendelle. Gdy goście niespodziewanie przychodzą wcześniej, aby cieszyć się nadchodzącymi świętami, Anna i Elsa zdają sobie sprawę braku rodzinnych tradycji. Bałwanek Olaf postanawia odwiedzić każdego w królestwie, aby przywieźć do domu najlepsze tradycje i ocalić pierwsze Boże Narodzenie dla przyjaciół.

## Obsada
| Rola | Aktor          | Polski dubbing     |
| --- | -------------- | ------------------ |
| Anna | Kristen Bell   | Anna Cieślak       |
| Anna | Kristen Bell   | Magdalena Wasylik  |
| Elsa | Idina Menzel   | Lidia Sadowa       |
| Elsa | Idina Menzel   | Katarzyna Łaska    |
| Olaf | Josh Gad       | Czesław Mozil      |
| Kristoff | Jonathan Groff | Paweł Ciołkosz     |
| Oaken | Chris Williams | Jacek Król         |
| pan Olsen | John de Lancie | Wojciech Słupiński |
| W pozostałych rolach: Artur Kozłowski (Mały chłopiec), Anna Apostolakis-Gluzińska, Nastazja Bytner, Anna Frankowska, Maja Gadzińska, Edyta Krzemień, Paulina Łaba, Dominika Łakomska, Marta Markowicz, Agata Pruchniewska, Ewa Prus, Aleksandra Spyra, Brygida Turowska, Maksymilian Bogumił, Igor Borecki, Jan Bzdawka, Andrzej Chudy, Leszek Filipowicz, Stefan Knothe, Przemysław Niedzielski, Wojciech Paszkowski, Antoni Scardina, Wojciech Słupiński, Tomasz Steciuk, Jakub Szydłowski, Marcin Wortman, Kamil Zięba i Przemysław Zubowicz Reżyseria: Wojciech Paszkowski Dialogi polskie: Jan Wecsile Kierownictwo muzyczne: Agnieszka Tomicka Teksty piosenek: Michał Wojnarowski Kierownictwo produkcji: Romana Waliczek, Beata Jankowska Opracowanie wersji polskiej: SDI Media Polska Producent polskiej wersji językowej: Magdalena Diemidowicz – Disney Character Voices International, Inc. Piosenki śpiewali: - „Świąteczny czas” – Czesław Mozil, Katarzyna Łaska, Magdalena Wasylik, Anna Apostolakis-Gluzińska, Anna Frankowska, Zuzanna Jaźwińska, Elżbieta Kijowska, Antonina Krylik, Ewa Prus, Brygida Turowska, Marta Wiejak, Artur Kozłowski, Cezary Kwieciński, Tomasz Steciuk - „Ballada o Flegmisławie” – Paweł Ciołkosz - „Zaczynają się świeta” – Czesław Mozil, Katarzyna Łaska, Magdalena Wasylik - „Kiedy mamy siebie” – Czesław Mozil, Katarzyna Łaska, Magdalena Wasylik, Paweł Ciołkosz |                |                    |